# Сфагнум майжеблискучий
Сфагнум майжеблискучий (Sphagnum subnitens) — вид мохів порядку торфовикальних (Sphagnales).

## Поширення
Батьківщиною є Європа, Макаронезія, Північна Америка, Азія, Нова Зеландія.
Це один із найменш вимогливих до кислоти видів сфагнуму, який зустрічається в широкому діапазоні середовищ існування, включаючи заболочені луки, болота, болота, стоки, канави, змиті береги, вологі скельні виступи та вологі ліси. Росте на висотах 0–2100 метрів.

## Характеристика
Це відносно міцний торф'яний мох із зеленуватим, жовтуватим, і від коричневого до червонуватого та пурпуруватого відтінків. Він утворює нещільні подушечки та має виразний металевий блиск при висиханні. Стебла мають коричневий або пурпурний колір. Стеблове листя від трикутної до трикутно-язикової форми довжиною від 1,2 до 1,7 мм має загострений або іноді загострений кінчик листя та загорнуті догори краї листя. Гілки, прикріплені до стовбура, пучками з двох виступаючих і однієї або двох звисаючих гілок, мають гвинтоподібні листки. Яйцеподібні чи яйцювато-ланцетні гілки листя, довжиною 1,3–2,7 мм, увігнуті в поперечному перерізі, розташовані прямо; всі краї листя закручені вгору до кінчика листя. Вид однодомний. Спорофіти поширені; спорові коробочки дозрівають на початку літа. Спори мають розмір від 22 до 32 мікрометрів.